# Louâtre
Louâtre är en kommun i departementet Aisne i regionen Hauts-de-France i norra Frankrike. Kommunen ligger  i kantonen Villers-Cotterêts som ligger i arrondissementet Soissons. År 2022 hade Louâtre 189 invånare.

## Befolkningsutveckling
Antalet invånare i kommunen Louâtre
Referens: INSEE